# Gradiente de deformación
El gradiente de deformaciones es el nombre que recibe en mecánica de medios continuos la matriz jacobiana de la transformación que aplica la configuración inicial no deformada de un sólido deformable en la configuración deformada en un instante posterior.
El gradiente de deformaciones es útil porque a partir de él y su inverso pueden definirse todos los tensores de deformación finitos, y a partir de ellos puede encontrarse el tensor tensión a través de la ecuación constitutiva del material deformable.
Matemáticamente es representa la aplicación lineal tangente del difeomorfismo que aplica los puntos de la configuración no deformada sobre los puntos de la configuración deformada.

## Definición
Si pensamos que una deformación es una aplicación: {\displaystyle T_{D}:K\subset \mathbb {R} ^{3}\rightarrow K'\subset \mathbb {R} ^{3}} donde K es el conjunto de puntos del espacio ocupados por el sólido (o medio continuo) antes de la deformación y K'  el conjunto de puntos del espacio ocupados después de la deformación. Entonces podemos definir tensor gradiente de deformaciones como la derivada de TD:

{\displaystyle \mathbf {F} =\mathbf {D} T_{D}={\begin{pmatrix}{\cfrac {\partial x}{\partial X}}&{\cfrac {\partial x}{\partial Y}}&{\cfrac {\partial x}{\partial Z}}\\{\cfrac {\partial y}{\partial X}}&{\cfrac {\partial y}{\partial Y}}&{\cfrac {\partial y}{\partial Z}}\\{\cfrac {\partial z}{\partial X}}&{\cfrac {\partial z}{\partial Y}}&{\cfrac {\partial z}{\partial Z}}\end{pmatrix}}}

Donde (X, Y, Z) representan las coordenadas de un punto genérico antes de la deformación y (x, y, z) las coordenadas del mismo punto después de la deformación.

## Relación con los tensores elásticos
El tensor de Cauchy-Green diestro {\displaystyle \scriptstyle \mathbf {C} } es el pullback de la métrica euclídea asociada a la configuración deformada por tanto, dicho tensor viene dado por:

{\displaystyle \mathbf {C} =\mathbf {F} ^{T}\mathbf {F} ,\qquad C_{B}^{A}=F_{a}^{A}F_{B}^{a}}

Los tensores de deformación de Green-Lagrange {\displaystyle \scriptstyle \mathbf {E} } y de Almansi {\displaystyle \scriptstyle \mathbf {e} } también están relacionados con el gradiente de deformación:

{\displaystyle \mathbf {E} ={\frac {\mathbf {F} ^{T}\mathbf {F} -\mathbf {I} }{2}},\qquad \mathbf {e} ={\frac {\mathbf {I} -\mathbf {F} ^{-T}\mathbf {F} ^{-1}}{2}}}

De la misma manera la definición del primer {\displaystyle \scriptstyle \mathbf {P} } y segundo tensor de tensiones de Piola-Kirchhoff {\displaystyle \scriptstyle \mathbf {S} } involucran al gradiente de deformación:

{\displaystyle {\begin{matrix}\mathbf {P} =J{\boldsymbol {\sigma }}\mathbf {F} ^{-T},&P_{aA}=J\sigma _{ab}F_{Ab}^{-1}\\\mathbf {S} =J\mathbf {F} ^{-1}{\boldsymbol {\sigma }}\mathbf {F} ^{-T},&S_{AB}=J\sigma _{ab}F_{Aa}^{-1}F_{Bb}^{-1}=S_{BA}\end{matrix}}}